# Morne Genty
Morne Genty är ett berg i Martinique. Det ligger i den södra delen av Martinique, 16 km söder om huvudstaden Fort-de-France. Toppen på Morne Genty är 400 meter över havet.